# Maïssane
Maïssane et un prénom mixte son féminin et Maïssa.
Maïssane est un prénom mixte qui signifie étoile scintillante ou nuit de pleine lune
Elle est aussi connue sous le nom de « Meissa » qui est une étoile se trouvant au sommet de la constellation d'Orion. Par extension, ce prénom signifie « nuit de pleine lune » et « celle dont la démarche est gracieuse ».